# 大相撲平成22年11月場所
大相撲平成22年11月場所（おおずもうへいせい22ねん11がつばしょ）は、2010年11月14日から11月28日まで福岡国際センターで開催された大相撲本場所。
幕内最高優勝は横綱・白鵬翔（14勝1敗・5場所連続17回目）。

## 場所前の話題など
横綱・白鵬が先場所まで連勝を62まで伸ばしており、史上1位である双葉山の69連勝を超えるかが大きな話題となった。場所前、白鵬は双葉山の出身地である大分県宇佐市を訪れるなど、記録更新への意欲もにじませた。

11月2日に番付発表があった。

大相撲野球賭博問題で7月場所を謹慎休場し、翌9月場所では十両に落ちていた豊ノ島、豪栄道、雅山、隠岐の海の4力士が再入幕を果たした。翔天狼を含め、十両1場所で帰り入幕が同時に5人は史上最多の記録となった。また、雅山は大関から十両まで陥落後に再入幕を果たした最初の力士となった。

三役以上に日本出身力士が2人（魁皇、栃煌山）は、前9月場所での3人を更新する史上最少のこととなった。

## 番付・星取表
| 東       | 成績    | 結果   | 番付   | 西       | 成績    | 結果                     |
| -------- | ------- | ------ | ------ | -------- | ------- | ------------------------ |
| 白鵬     | 14勝1敗 | 優勝   | 横綱   |          |         |                          |
| 琴欧洲   | 8勝7敗  |        | 大関   | 把瑠都   | 11勝4敗 |                          |
| 日馬富士 | 4敗11休 |        | 大関   | 魁皇     | 12勝3敗 |                          |
| 栃煌山   | 7勝8敗  |        | 関脇   | 鶴竜     | 7勝8敗  |                          |
| 阿覧     | 4勝11敗 |        | 小結   | 栃ノ心   | 6勝9敗  |                          |
| 稀勢の里 | 10勝5敗 | 殊勲賞 | 前頭1  | 琴奨菊   | 9勝6敗  |                          |
| 安美錦   | 8勝7敗  |        | 前頭2  | 朝赤龍   | 6勝9敗  |                          |
| 豊真将   | 7勝8敗  |        | 前頭3  | 北太樹   | 5勝10敗 |                          |
| 白馬     | 4勝11敗 |        | 前頭4  | 豪風     | 6勝9敗  |                          |
| 嘉風     | 8勝7敗  |        | 前頭5  | 若の里   | 5勝10敗 |                          |
| 黒海     | 4勝11敗 |        | 前頭6  | 德瀬川   | 8勝7敗  |                          |
| 琴春日   | 5勝10敗 |        | 前頭7  | 木村山   | 5勝10敗 |                          |
| 玉鷲     | 9勝6敗  |        | 前頭8  | 霜鳳     | 6勝9敗  |                          |
| 旭天鵬   | 9勝6敗  |        | 前頭9  | 豊ノ島   | 14勝1敗 | 優勝同点、敢闘賞、技能賞 |
| 臥牙丸   | 9勝6敗  |        | 前頭10 | 土佐豊   | 9勝6敗  |                          |
| 猛虎浪   | 7勝8敗  |        | 前頭11 | 時天空   | 8勝7敗  |                          |
| 高見盛   | 8勝7敗  |        | 前頭12 | 武州山   | 3勝12敗 |                          |
| 蒼国来   | 6勝9敗  |        | 前頭13 | 栃乃洋   | 6勝9敗  |                          |
| 豪栄道   | 12勝3敗 |        | 前頭14 | 雅山     | 9勝6敗  |                          |
| 光龍     | 8勝7敗  |        | 前頭15 | 春日王   | 5勝10敗 |                          |
| 翔天狼   | 9勝6敗  |        | 前頭16 | 隠岐の海 | 8勝7敗  |                          |
| 北勝力   | 全休    |        | 前頭17 |          |         |                          |

## 優勝争い
春場所より全勝優勝を続けていた白鵬が2日目に稀勢の里に敗れ、連勝は63でストップした。久々に優勝争いのトップから後退したことで、ここ数場所無い混戦模様となった。
白鵬が黒星を喫した後は大関の把瑠都らが全勝を守っていたが、把瑠都は5日目に豊真将に敗れて土が着き、ただ一人残った全勝力士である翔天狼も翌6日目に敗れたため、1敗の8人が優勝戦線に並び立った。6日目時点で全勝力士が消えるのは平成12年5月場所以来のことであった。
9日目の時点で優勝争いは1敗の横綱白鵬、大関の把瑠都、魁皇、そして平幕の豊ノ島の4人に絞られた。11日目までこの4人が並走し、12日目に豊ノ島と把瑠都の直接対決が組まれ、これを豊ノ島が制し1敗を守る。13日目には白鵬と魁皇が、14日目には割が崩され（琴欧洲－魁皇戦が消滅）魁皇と豊ノ島、そして白鵬と把瑠都がそれぞれ対戦した結果、14日目時点で把瑠都と魁皇は3敗となり優勝争いから脱落。千秋楽を残して1敗の白鵬と豊ノ島の2人に優勝の可能性が残された。千秋楽まで優勝争いがもつれたのは同年3月場所以来である。
千秋楽、豊ノ島は稀勢の里を下して14勝1敗となった。白鵬も琴欧洲を下し、両者14勝1敗で優勝決定戦となる。平成21年9月場所以来70度目の決定戦で、横綱対平幕の決定戦は平成16年5月場所の朝青龍－北勝力以来4例目。
優勝決定戦では白鵬が豊ノ島を送り投げで破り、自身初の5場所連続の17回目の幕内最高優勝を果たした。豊ノ島は優勝はならなかったが、敢闘賞と技能賞をダブル受賞した。
なお、十両・幕下・三段目もそれぞれ4人・6人・2人による決定戦となり、その結果それぞれ魁聖・妙義龍・碧天が優勝を決めている。

## 各段優勝・三賞
- 幕内最高優勝　白鵬　14勝1敗（5場所連続17回目）
  - 殊勲賞：稀勢の里（3回目）
  - 敢闘賞：豊ノ島（3回目）
  - 技能賞：豊ノ島（3回目）
- 十両優勝　魁聖　11勝4敗
- 幕下優勝　妙義龍　6勝1敗
- 三段目優勝　碧天　7戦全勝
- 序二段優勝　藤田　7戦全勝
- 序ノ口優勝　北勝国　7戦全勝

## トピック
- 横綱・白鵬が連勝記録を63まで伸ばしたが、2日目に稀勢の里に敗れて連勝記録がストップした。白鵬の黒星は同年の初場所13日目以来297日ぶりで、一人横綱になって以降初めての黒星。また、この黒星によって白鵬自身が前年に樹立した年間最多勝記録の更新はならず、15日制での連続全勝優勝の記録も4場所で途切れ、更には双葉山と大鵬に1位タイで並んでいる最多全勝優勝の記録の更新もならなかった。稀勢の里にとっては3つ目の金星。
- 平幕の豊ノ島が千秋楽まで優勝を争い、史上初の十両・幕内の連続優勝となる可能性があったが、優勝決定戦の末、白鵬に敗れた。また14勝1敗で優勝を逃したのは、3月場所での把瑠都（白鵬に全勝を許す）以来で史上34例目、決定戦の末の敗退では平成21年9月場所の白鵬（朝青龍に決定戦で敗退）以来で20例目、平幕力士としては昭和31年1月場所の鶴ヶ嶺（前頭10枚目）以来2例目となる。
- この場所で幕内在位記録を104場所とした大関の魁皇は、12勝3敗という好成績を上げて久々に優勝争いにも絡むなど活躍。23度目のご当地場所を大いに沸かせた。
- 先場所に11勝4敗の好成績を上げた関脇の栃煌山は、この場所で大関昇進への足固めを期待されるも、中盤からの7連敗が響いて12日目に負け越し。同じく関脇の鶴竜とともに7勝8敗に終わった。